# Heydensveer
Heydensveer is een gehucht in de deelgemeente Eksaarde van de Belgische stad Lokeren.

## Geschiedenis
Op de Atlas der Buurtwegen uit 1841 werd Heydensveer oorspronkelijk aangeduid als "Bergendriesch", wat niet verward moet worden met de wijk Bergendries in het stadscentrum. Op latere kaarten, zoals de Vandermaelenkaart, verscheen de naam "Pieterheydensveer", afgeleid van Pieter Heyden die een veerdienst beheerde over de Moervaart. Na verloop van tijd werd de naam Heydensveer gangbaar om naar dit gehucht te verwijzen.

## Ligging
Heydensveer is gelegen langs de historische verbindingsweg tussen Daknam, Zwaanaarde en Klein-Sinaai, in de nabijheid van de Moervaart en langs de grens tussen de steden Lokeren en Sint-Niklaas.
Deelgemeenten: Daknam · Eksaarde · Lokeren · Moerbeke

Dorpen: Doorslaar · Heiende · Koewacht · Kruisstraat · Oudenbos

Gehuchten: Brandbezen · Bautschoot · Briel · Calaigne · Caudenborm · De Katte · Den Oever · Duivekeet · Eksaardedam · Everslaar · Fortuine · Ganzendries · Lammeken · Heydensveer · Hillare · Hul · Keerken · Keersmakers · Molenhoek · Molsbergen · Naastveld ·  Nieuwpoort · Oosteindeke · Pereboom · Rijssel · Rode Sluis · Scheepken · Staakte · Stenenbrug · Terwest · Turfakkers · Veldeken · Vogelzang · Vossel · Werkstede · Westhoek · Zeveneekskens · Zwarte Sluis

Wijken: Bergendries · Bokslaar · Bloemenwijk · De Kop · Flamigantenwijk · Ledehof · Heirbrug · Lokeren-Zuid · Puttenen · Rozen · Schrijverswijk · Spoele · Stationswijk · Vogelkwijk

Buurten: Kouter · Oude Brug · 't Zand

Belgische gemeenten · Arrondissement Sint-Niklaas · Oost-Vlaanderen · Vlaanderen